# Gallikós
Gallikós är en ort i Grekland.   Den ligger i prefekturen Nomós Kilkís och regionen Mellersta Makedonien, i den norra delen av landet, 300 km norr om huvudstaden Aten. Gallikós ligger 82 meter över havet och antalet invånare är 1 239.
Terrängen runt Gallikós är platt åt nordväst, men åt sydost är den kuperad. Runt Gallikós är det ganska glesbefolkat, med 47 invånare per kvadratkilometer. Närmaste större samhälle är Oraiókastro, 14,6 km söder om Gallikós. Trakten runt Gallikós består till största delen av jordbruksmark.